# Alan Gewirth
Alan Gewirth (* 28. November 1912; † 9. Mai 2004) war ein US-amerikanischer Philosoph, der an der University of Chicago lehrte und v. a. zu Themen der Praktischen Philosophie arbeitete.
1975 wurde er in die American Academy of Arts and Sciences gewählt.

## Werk
Gewirth vertritt eine deontologische rationalistische Ethik. Aus der Natur menschlichen Handelns und der damit verbundenen Begriffe und Präferenzen ist, so die These seines Hauptwerks „Reason and Morality“, ein oberstes Moralprinzip ableitbar, das er „Principle of Generic Consistency“ (PGC) nennt. Es besagt, dass jeder Handelnde sein Tun wählen muss gemäß allgemeinen Rechten auf Freiheit und Wohlergehen, die ihm und allen anderen potentiellen Handelnden zukommen.
Die Argumentation für PGC ist keine logische Deduktion, sondern setzt eine Selbstreflexion voraus – Gewirth bezeichnet den Schlussmodus als „dialektisch-notwendig“. Mit „dialektisch“ ist die Bezugnahme nicht auf die Außenwelt, sondern die eigene Situation als Handelnder gemeint. Jeder Argumentationsschritt beschreibt, was der Handelnde denkt und worauf er implizit theoretisch verpflichtet ist. Mit „notwendig“ ist gemeint, dass aus der Perspektive des reflektierenden Handelnden die Ausgangsprämisse und alle weiteren Schritte unabweisbar sind.
Die Ausgangsprämisse hat die Form:
(1) Ich führe die Handlung H um des Zwecks Z willen aus.
Einer solchen Prämisse stimmen alle potentiellen Handelnden implizit zu, sofern sie überhaupt eine (willentliche) Handlung erwägen. Wer (1) bestreitet, widerspricht damit der Tatsache, selbst ein Handelnder zu sein.
Gewirth’ Hauptwerk beansprucht nicht nur, eine Letztbegründung der Moral zu bieten, sondern auch, eine Hierarchie von Gütern und darauf bezogenen Rechten und Pflichten zu etablieren. Diese Priorisierung hat als Kriterium die Relation des entsprechenden Guts zur Handlungsfähigkeit. Bei grundlegenden Gütern, ohne welche freies Handeln schlechterdings ausgeschlossen ist, bestehen nach Gewirth allgemeine Anspruchsrechte, während bei Gütern, welche nur die Handlungsmöglichkeiten erweitern, schwächere Rechtsansprüche und korrespondierende Pflichten bestehen.
Schließlich unternimmt Gewirth auch eine Rechtfertigung der Prinzipien und Institutionen des demokratischen Wohlfahrtstaates. In seiner zweiten großen Monographie „The Community of Rights“ werden Themen der Sozialphilosophie und Politischen Philosophie ausführlicher thematisiert.

## Rezeption
Sowohl der grundsätzliche Ansatz von Gewirth wie auch viele seiner Einzelthesen und Anwendungen wurden vielfach diskutiert, adaptiert, weiter ausgearbeitet und auf andere Anwendungsbereiche appliziert, wie auch kritisiert.
Deryck Beyleveld reformuliert in The Dialectical Necessity of Morality (1991) eine Verteidigung der Argumentationslinie von Gewirth und antwortet auf eine Reihe von Kritikern.
Roger Pilon, ein Schüler von Gewirth, hat eine libertarische Version der Theorie von Gewirth entwickelt.
Im deutschen Sprachraum hat v. a. der Bochumer Philosoph Klaus Steigleder Gewirth bekannt gemacht. Er hat u. a. auch eine Rekonstruktion der kantischen deontologischen Ethik vorgeschlagen, die mehrere Parallelen zu Gewirth impliziert. Auch Dietmar Mieth bezieht sich in seiner theologischen Ethik auf Gewirth.

### Werke
- Reason and Morality (1978)
- Human Rights: Essays on Justification and Applications (1982)
- The Community of Rights (1996)
- Self-Fulfillment (1998)

### Sekundärliteratur
- Franz von Kutschera: Drei Versuche einer rationalen Begründung der Ethik: Singer, Hare, Gewirth, in: C. Fehige, G. Meggle (Hrsg.), Zum moralischen Denken, Bd. 1, Frankfurt a. M. 1995, 54–76.
- Steven Ross: A Comment on the Argument between Gewirth and His Critics, in: Metaphilosophy (1990)
- Edward Regis, Jr. (Hrsg.): Gewirth’s Ethical Rationalism: Critical Essays with a Reply by Alan Gewirth, Chicago 1984.
- Michael Boylan (Hrsg.): Gewirth: Critical Essays on Action, Rationality, and Community, Lanham 1999.
- Klaus Steigleder: Grundlegung der normativen Ethik. Der Ansatz von Alan Gewirth (= Alber-Reihe Thesen, Bd. 1). Alber, Freiburg/Br. 1999, ISBN 3-495-47907-4.
- Deryck Beyleveld / Roger Brownsword: Human Dignity in Bioethics and Biolaw. Oxford: Oxford University Press 2001.
- Deryck Beyleveld / Gerhard Bos: The Foundational Role of the Principle of Instrumental Reason in Gewirth’s Argument for the Principle of Generic Consistency: A Reply to Andrew Chitty. King’s Law Journal 20/1 (2009), 1–20.
- Per Bauhn (Hrsg.): Gewirthian Perspectives on Human Rights. New York: Routledge, 2016.